# Gerda Gruber
Gerda Gruber (Bratislava, 1940) es una escultora austriaca. Desde 1975 vive y trabaja en México. Creó la Fundación Gruber Jez, que tiene su sede en Cholul, comisaría del municipio de Mérida, Yucatán.

## Reseña biográfica
Nació en Bratislava, ciudad que pertenecía a la desaparecida Checoslovaquia. Residió en Viena, en donde realizó sus estudios de Artes Plásticas con especialidad en escultura en la Escuela de Artes Aplicadas bajo la tutela del profesor Heinz Leinfellner. 
Entre los años de 1962 a 1980 es conocida como Gerda Spurey, posteriormente recupera el apellido Gruber.
En 1975, después de transitar por países como Canadá y Estados Unidos, abandonó Europa y se estableció en México; guiada por un sueño que se originó cuando, siendo una joven estudiante de artes, tuvo la oportunidad de visitar una exposición de cerámica prehispánica con piezas de la colección del Museo de Antropología e Historia mexicano. 
Al poco tiempo de establecerse en la Ciudad de México, la invitaron a dar clases en la Escuela Nacional de Artes Plásticas de la UNAM (hoy Facultad de Artes y Diseño FAD) y fundó el taller de escultura en barro, iniciando con ello toda una escuela, única en México, de escultura en cerámica. Entre sus alumnos están destacados escultores como Javier Marín, Paloma Torres y Miriam Medréz. 
A finales de los años 80, cansada del ajetreo de la gran urbe, decidió mudarse al sur de la República y se asentó de manera definitiva en Mérida, Yucatán. Unos años más tarde, motivada por la inquietud de brindar algo más de lo que ofrecen las escuelas y universidades crea en colaboración con Mari Carmen Castañer, la Fundación Gruber Jez en la localidad de Cholul. Sede de promoción y educación en artes plásticas, durante el período de 2001 a 2004, bajo su tutela se imparte la carrera de escultura. En 2002 se inicia un convenio con el FONCA y se establece un programa de residencias con la UNESCO-Aschberg hasta 2009.
Asimismo, se lograron convenios con la Escuela Nacional de Artes Plásticas (ahora la FAD) y con la Escuela Superior de Artes de Yucatán (ESAY). Actualmente, la fundación establece el vínculo de colaboración con FrontGround, asociación de artistas e investigadores, y es sede de residencias artísticas que hacen del taller un lugar de experimentación e investigación creativa a través de la realización de obra escultórica y medios alternativos.

## Docencia
Su labor docente, tal como ella misma lo dice, es tan importante y enriquecedora como su trabajo artístico; Gruber trae a México técnicas de trabajo con materiales que convencionalmente se utilizaban solo en el campo de la artesanía. La arcilla, el barro y las técnicas cerámicas fueron la base para la fundación del taller de escultura en la ENAP, mismo que ha dejado una huella importante en el desarrollo de la escultura mexicana de finales del siglo XX.
A finales de la década de los 70, en las instalaciones de la fábrica Cerámica Regiomontana en Monterrey, inicia un taller de experimentación con el propósito de formar creadores en el área de la escultura. Las enseñanzas de Gruber en la creación de objetos y diseños realizados en arcilla, barro y técnicas cerámicas, dejó un movimiento que hasta la actualidad enriquece la escena en artes visuales. Ha impartido talleres de escultura en instituciones públicas y privadas en México, Israel, Canadá, Estados Unidos, Puerto Rico y Venezuela (ver lista de instituciones). En 2004 forma parte del proyecto inicial de la Escuela Superior de Artes de Yucatán (ESAY) y desde entonces es titular del taller de escultura.

## Obra
Cuenta con una amplia lista de exposiciones individuales y colectivas, y su obra se encuentra en importantes museos de México y el exterior; además de importantes colecciones públicas y privadas (ver lista de selección de exposiciones y colecciones). 
La obra de Gruber transita por diversos materiales, pero siempre apegada a un espíritu orgánico que delinea la poética de su trabajo. En sus planteamientos estéticos y plásticos figuran las formas que sutilmente sugieren siluetas, curvas y líneas que nos remiten a una naturaleza casi real, pero siempre imaginaria. 
El Programa de Estímulos a la Creación Cinematográfica de ese organismo seleccionó en su edición del 2013 el trabajo “Hábitat/Gerda Gruber” entre los 10 documentales seleccionados para ser beneficiados, que está siendo desarrollado por un grupo de jóvenes artistas que radican en Yucatán.

## Exposiciones Individuales (selección)
- 2014 	  Das Nest, Museo Experimental El Eco, Ciudad de México.
- 2013 	  Hábitat / Refugio /// Gerda Gruber, FrontGround, Galería Manolo Rivero, Mérida, Yuc., México.
- 2010 	 Reencuentro con San Pedro, El Centenario Museo de Historia de San Pedro, Garza García, N.L., México.
- 2006 	 ¿Qué protege?, Jardín de las Esculturas, Xalapa, Veracruz, México.
- 2004 	 Yuyas, Galería Teatro Peón Contreras, Instituto de Cultura de Yucatán, Mérida, Yuc., México
- 2004 	 Nidos, Nudos y Cadenas, Museo de Arte de la SHCP, Antiguo Palacio del Arzobispado, México DF,
- 2003 	 Nodi, Nidi, Nudi, Glasskulpturen aus Venedig, Galerie bei der Albertina, Zetter, Viena, Austria
- 2003 	 Nodi, Nidi, Nudi, Berengo Fine Arts Gallery, Venecia, Italia
- 2000 	 Galería Emma Molina, Monterrey, N.L., México
- 1999 	 Un Espíritu Transformador, Centro Cultural Olimpo, Mérida, Yuc., México
- 1995 	 Museo del Vidrio, Monterrey, N.L., México
- 1994 	 Galería Ramis Barquet, Garza García, N.L., México
- 1988 	 Galería Centro de Arte Euroamericano, Caracas, Venezuela
- 1987 	 Cumberland Gallery, Nashville, Tenn. USA
- 1987 	 Art Gallery, Viena, Austria
- 1987 	 Hetjens Museum, Dusseldorf, Alemania
- 1981 	 Galería Palacio de Minería, D.F. México
- 1980 	 Galería Miró - Arte Actual de México, Monterrey, México
- 1978 	  Porcelain Sculpture by Gerda Spurey, Florence Duhl Gallery, New York, USA
- 1976 	 Escultura en porcelana, Gerda Spurey, Museo de Arte Moderno, D.F. México
- 1974 	 Modern Porzellan aus Wien, Kurt + Gerda Spurey, Österreichisches Museum für angewandte Kunst, Viena, Austria
- 1973 	 Spurey Porzellan, Kunstindustrimuseet, Kopenhage, Dinamarca
- 1969 	 Porzellanformen Kurt/Gerda SPUREY Galerie J. & L. Lobmeyr, Viena, Austria

Además de su participación en más de un centenar de exposiciones colectivas en México y en el extranjero.

## Instituciones donde ha fungido como docente (selección)
- Fundación Gruber Jez, AC. – Fundadora y directora.
- Escuela Superior de Artes de Yucatán – Maestra titular del área de escultura (2004 a actual).
- Escuela Nacional de Artes Plásticas, Universidad  Nacional Autónoma de México (1976- 1986).
- Banff Center School of Fine Arts, Banff, Alberta, Canadá (1975 y 1986).
- University of Calgary (1975-76).

Ha impartido numerosas conferencias, talleres y seminarios en diversas universidades y centros de arte.

## Obra en Museos (selección)
- Museo de Arte de la SHCP, D.F., México
- Museo de la Ciudad, Ayuntamiento de Mérida, Yuc., México
- International Olympic Ceramic Sculpture Museum, Amaroussin, Atenas, Grecia
- China Jingdezhen Ceramic Museum, Jingdezhen, China
- Museo del Vidrio, Monterrey, N.L., México
- Keramion, Frechen, Alemania
- Musee Ariana, Geneve, Suiza
- Museo de Arte Moderno, D.F. México
- Hetjens Museum, Dusseldorf, Alemania
- Osterreichsches Museum fur angewandte Kunst, Viena, Austria
- Museum Boymans van Beuningen, Rotterdam, Netherlands
- Kunstindustrimuseet, Copenhagen, Dinamarca
- Kulturgeschichtliches Museum der Stadt, Osnabrück, Alemania
- Victoria and Albert Museum, London, Inglaterra
- Jardín de las Esculturas, Xalapa, Veracruz, México

## Obra en colecciones (selección)
- Dirección General Patrimonio Cultural de la SHCP, México
- Nassauische Sparkasse, Wiesbaden, Alemania
- Galerie bei der Albertina, Viena, Austria
- Berengo Fine Arts Collection, Murano, Italia
- Uriarte Talavera, Puebla, Pue., México
- Grupo Pulsar, Monterrey, N.L., México
- International Ceramics Park, Tashkent, Uzbekistán
- Tane Orfebres, México D.F., México
- International Ceramics Studio, Kecskemet, Hungría

## Premios y distinciones
- Creador Artístico del Sistema Nacional de Creadores de Arte, FONCA/CONACULTA, Gob. México.
- Reconocimiento por la contribución a México en el arte y la academia, en el libro 200 Mexicanos que nos heredó el Mundo, Instituto Nacional de Migración, Gobierno de México, 2010.
- Die keramische Grossplastik im Freien, Förderpreis Keramik 2000 der Nassauischen Sparkasse, Wiesbaden, Alemania, 2000.
- Medalla de Oro otorgada en reconocimiento a la enseñanza y difusión del arte en cerámica de México, 1.ª Bienal Nacional de Arte en Cerámica Monterrey, N.L., México, 1996.

## Catálogos editados
- Gerda Gruber Esculturas. Galería Miro, Monterrey, Nuevo León. 1980.
- Gerda Gruber : nidos, nudos y cadenas. Museo de la Secretaría de Hacienda y Crédito Público, 2004.